# Gerardo Olivares
Gerardo Olivares (Còrdova, 1964), és un cineasta i guionista espanyol. Ha dirigit més d'una vintena de documentals i mitja dotzena de pel·lícules. En 2007 es va convertir en el primer espanyol a aconseguir la Espiga d'Or de la Setmana Internacional de Cinema de Valladolid (SEMINCI) pel seu llargmetratge 14 kilómetros.

## Biografia
Viatger infatigable, Gerardo Olivares va començar a recórrer el món en 1987 mentre estudiava Ciències de la Informació en la Universitat Complutense de Madrid. Amb 20 anys va viatjar fins al Cap Nord, en Lapònia, a lloms d'una Vespa. Allí va realitzar el seu primer reportatge gràfic sobre els nòmades que habiten més enllà del cercle polar àrtic. De retorn a Madrid, el reportatge va ser publicat a Los Aventureros, revista en la qual mesos més tard va entrar a treballar sota les ordres del periodista i escriptor Enrique Meneses, a qui sempre ha considerat com el seu gran mestre. En 1988 recorre bona part del Sàhara amb un Seat Panda, desert que travessaria en múltiples ocasions. Està casat, té dos fills i en l'actualitat resideix en Madrid. És fill de l'arquitecte Gerardo Olivares.

## Volta al món
Durant la travessia pel Sàhara Olivares va començar a madurar el que seria el seu primer gran projecte documental, La ruta de las Córdobas, u un viatge des de Alaska fins a la Terra del Foc, seguint les 36 ciutats, pobles i accidents geogràfics amb el nom de Còrdova. Durant un any i mig va recórrer l'espina dorsal del continent americà en tres tot terreny, i el resultat va ser una sèrie de vuit capítols emesa en 1992 per TVE amb gran èxit d'audiència. Dos anys més tard, en 1994, circumval·la també per terra el continent africà, des del Marroc fins a Sud-àfrica, i després fins a Egipte, per a dirigir La ruta de los exploradores, en coproducció amb TVE. En 1997 recorre el continent asiàtic, des d'Espanya fins a Singapur, en dos camions per a realitzar la sèrie La ruta de Samarcanda, programa més vist de l'any 2000 en la 2 de TVE, obtenint el premi GECA al rècord d'audiència.

## Ficció
L'any 2005, i després d'una dilatada carrera dirigint i escrivint documentals, decideix fer el salt a la ficció de la mà del productor José María Morales (Wanda Films) amb La gran final, pel·lícula rodada a Mongòlia, el Sàhara i l'Amazònia brasilera. La pel·lícula obté diversos premis internacionals i és seleccionada per a participar, entre d'altres, en el festival internacional de cinema de Berlín. L'any 2006 escriu i dirigeix 14 kilómetros, una pel·lícula sobre el drama de la immigració africana que ha obtingut més de 15 premis internacionals, afermant-li com un dels cineastes més compromesos dins del panorama del cinema espanyol. La seva pel·lícula de ficció Entrelobos, basada en l'extraordinària història de Marcos Rodríguez Pantoja, ha estat una de les pel·lícules espanyoles més taquilleres de l'any 2010 amb més de mig milió d'espectadors en sales. En 2015 va rodar als Alps italians Hermanos del viento (pel·lícula originalment titulada, en fase de preproducció, El camino del águila), protagonitzada per Manuel Camacho i Jean Reno. El 2016 va acabar el rodatge d' El faro de las orcas, amb Maribel Verdú i Joaquín Furriel, hist`pria basada en el guardafaunes Beto Bubas.
Entrelobos (2010), Hermanos del viento (2015) i El faro de las orcas (2016) són tres pel·lícules que formen una trilogia en la que el fil conductor és la relació home-animal. El febrer de 2020 s'incorpora a Mediacrest per a encapçalar el departament de documentals.

## Filmografia

### Documentals
- La ruta de las Córdobas (1992)
- La ruta alternativa (1993)
- La ruta de los exploradores (1994)
- La ruta de Samarkanda (1997)
- Herederos de Gengis Kan (2000)
- Fantasmas de Sulawesi (2000)
- Hijos del jaguar (2000)
- Tíbet, libertad en el exilio (2002)
- El desierto de los esqueletos (2001)
- Bajo la sombra de los Annapurnas (2003)
- Mekong, el río de los nueve dragones (2001)
- Moradores del Himalaya (1999)
- Una nube sobre Bhopal (2001)
- Herederos de la tierra (2002, miniserie)
- El hambre en el mundo explicada a mi hijo (2002)
- Caravana (2004)
- El tercer planeta (director de rodatge)
- Últimos paraísos (director de rodatge)
- Supervivientes del planeta (director de rodatge)
- Somalia, un mundo aparte (2007)
- Cazadores (2007)
- Bazares de Oriente (2007)
- Los reinos del Himalaya (director de rodatge)
- Marcos, el lobo solitario (2015)
- Dos Cataluñas (codirector, coguionista i coproductor) Una pel·lícula documental original de Netflix (estrena 28 de setembre de 2018)[4]
- Haramain, El Tren del Desierto. 2019

### Ficcions
- La gran final (2006)
- 14 kilómetros (2007)
- Entrelobos (2010)
- Hermanos del viento (2015)
- El faro de las orcas (2016)[5]
- 4 latas (2019)